# Mallophora tsacasi
Mallophora tsacasi là một loài ruồi trong họ Asilidae. Mallophora tsacasi được Artigas & Angulo miêu tả năm 1980. Loài này phân bố ở vùng Tân nhiệt đới.